# عبدالحسین میرزا (مترجم)
عبدالحسین میرزا (عبدالحسین تاج وری) از مترجمین پرکار اما کمتر شناخته شده اواخر دوره قاجار بود.

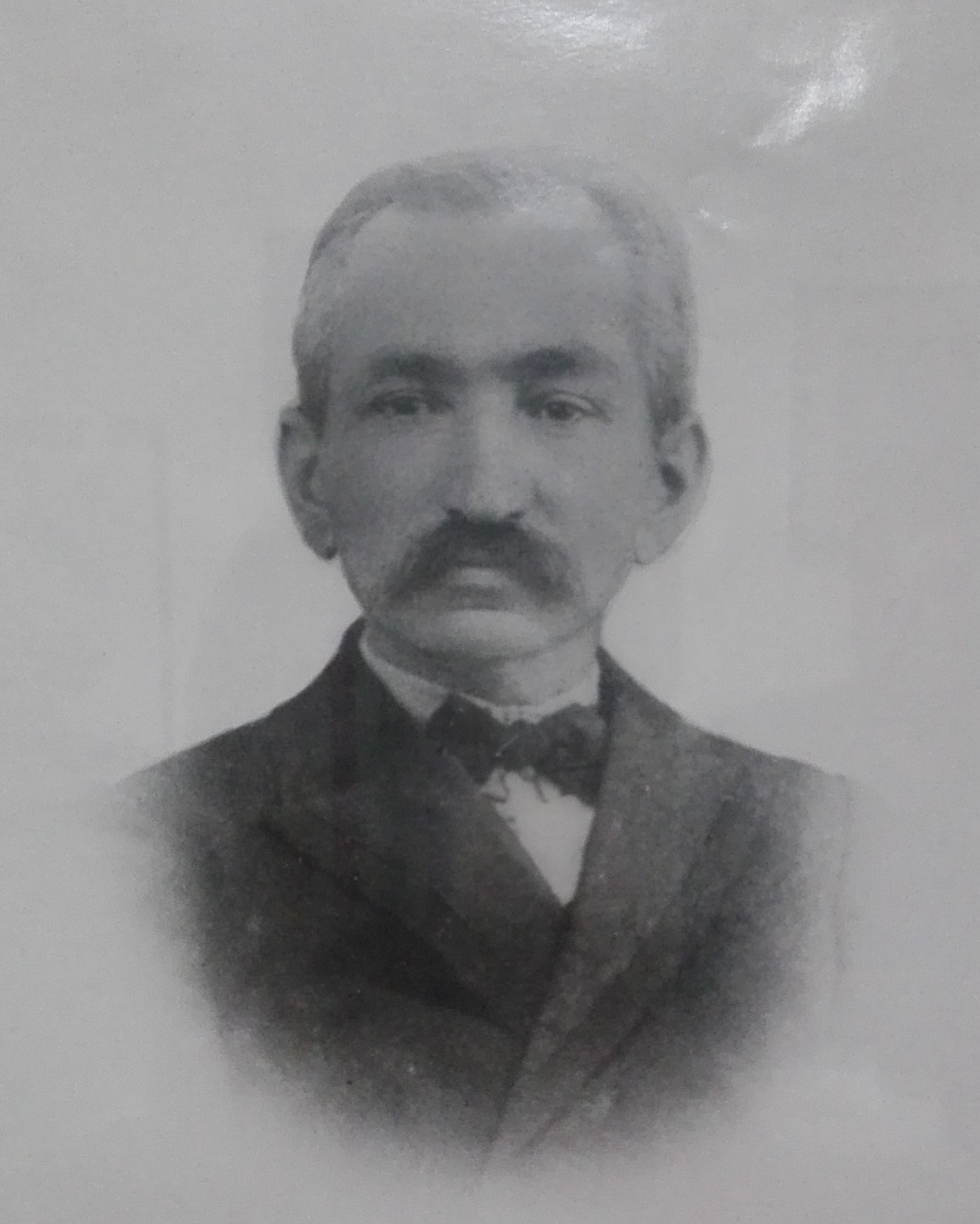
عبدالحسین تاج وری مترجم اواخر دوره قاجار

عبدالحسین میرزا از شاهزادگان قاجار، پسر تهماسب میرزا مؤیدالدوله و نوه محمدعلی میرزا دولتشاه بود. او به زبان عربی تسلط کامل داشت و تقریباً تمامی ترجمه‌های او از این زبان هستند. او تعداد زیادی از کتاب‌های جرجی زیدان را به فارسی برگرداند. اعتمادالسلطنه در کتاب المآثر و الآثار در معرفی عبدالحسین میرزا به شرح بسیار مختصری بسنده کرده و او را چنین معرفی کرده‌است: «بن المرحوم مؤیدالدوله، در جمیع معارف و کمالات وارث پدر بزرگوار است.»
عبدالحسین تاج وری سه فرزند به نام های فریدون، همایون و بهرام داشت.

## ترجمه‌ها
- ابومسلم خراسانی و گلنار خاتون. جرجی زیدان، ۲ جلد، تهران، ۱۳۳۳–۳۴ قمری (ترجمه با مشارکت حبیب‌الله آموزگار).
- پلیس لندن. اثر آرتور کانن دویل. تهران، ۱۳۲۲ قمری.
- تاریخ تمدن اسلامی. جرجی زیدان، ۲ جلد، تهران، جلد اول ۱۳۲۹ قمری و جلد دوم ۱۳۰۲ شمسی.
- تاریخ سلمی. جرجی زیدان، تهران، ۱۳۲۱ قمری.
- تمثیل تآتر. الکساندر دوما. تهران، ۱۳۲۳ قمری.
- خانم شامی. جرجی زیدان، تهران، ۱۳۳۰ و ۱۳۴۴ قمری.
- دوشیزه دلیر. از نویسنده‌ای ناملعوم، ۲ جلد، تهران.
- روضه‌النضیره فی‌الایام بمبای‌الاخیره. الکساندر دوما، تهران، ۱۳۲۲ قمری.
- سرگذشت ارمانوس مصری، تاریخ فتح مصر به دست اسلام، تاریخ فتوحی، هرمس مصری. جرجی زیدان، تهران، ۱۳۲۳ قمری.
- طبایع‌الاستبداد و مصارع‌الاستبعاد. عبدالرحمن کواکبی، تهران، ۱۳۲۵ قمری.
- عروس کربلا. جرجی زیدان، تهران، جلد اول بدون تاریخ، جلد دوم ۱۳۲۹ خورشیدی.
- مارگریت. الکساندر دوما، تهران، ۱۳۲۲ قمری.
- محمد بن ابی‌بکر و اسماء. جرجی زیدان، تهران، بدون تاریخ.
- مکائد الرجال و مادموازل وسمیه فرانسوی. الکساندر دوما، تهران، ۱۳۲۳ قمری.
- ومبی آتش‌فشان. ادوارد بولور لیتن، تهران، بدون تاریخ.
- هفدهم رمضان قطامه و ابن ملجم. جرجی زیدان، تهران، ۱۳۲۲ قمری.